# Becherovka

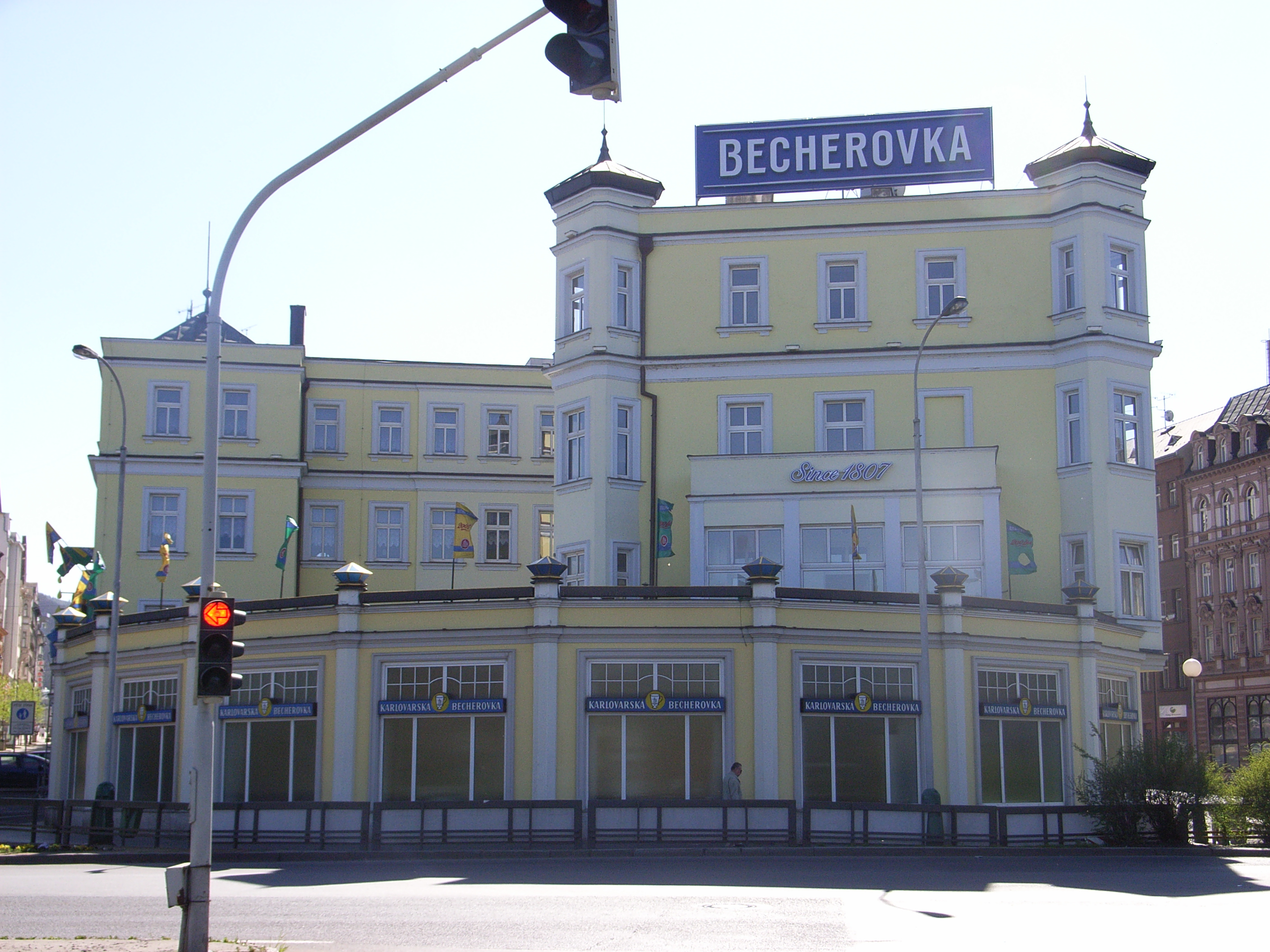
Het hoofdkantoor in Karlovy Vary

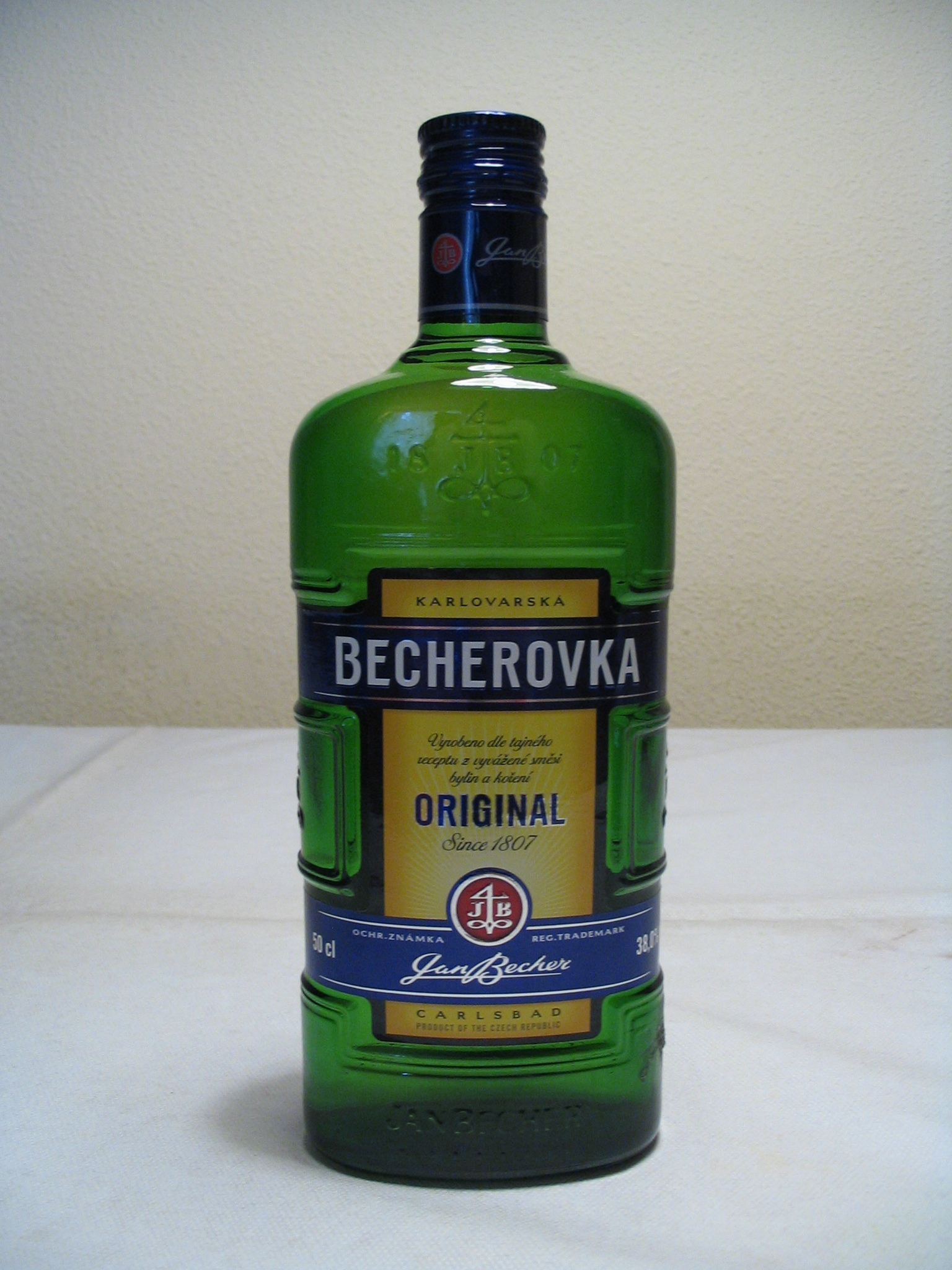
Becherovka-fles

Becherovka (Tsjechisch: Becherovkaⓘ; oorspronkelijke naam Karlsbader Becher-Bitter) is een typisch Boheemse sterkedrank uit Tsjechië. Het is een soort "kruidenbitter" die 38% alcohol bevat. Oorspronkelijk werd het gemaakt (1807) door stoker-slijter Johann Becher (Tsjechisch: Jan Becher) en een Boheemse apotheker als maagmedicijn. 
In 1945 werd de Sudeten-Duitse familie Becher uit Karlsbad verdreven door Tsjechische communisten. Tussen 1949 en 1985 werd door het communistische staatsbedrijf voor de Tsjecho-Slowaakse binnenlandse markt geproduceerd. Tussen 1985 en 1994 werd Becherovka weer in West-Europa verkocht door de in 1945 naar Beieren verjaagde oorspronkelijke familie Becher en erfgenamen uit West-Duitsland die een contract met het staatsbedrijf aangingen. In 1994 ontstond een conflict en vanaf dat jaar werd de drank door Tsjechische en Franse exporteurs verkocht. 
Jaarlijks wordt er in Karlsbad (Tsjechisch: Karlovy Vary) zo'n 18 miljoen liter "Becher" gemaakt. Het grootste gedeelte is voor binnenlandse consumptie. Buiten Tsjechië groeit de bekendheid van de drank, bijvoorbeeld door toeristen. 

## Varianten
Er zijn ook enkele varianten, zoals: Extra 50 (50% alcohol, heette voorheen Rapid Bitter en wordt hoofdzakelijk gebruikt om te mixen), Aperitiv KV14 (40% alcohol, zonder suiker en met rode wijn), Cordial (35% alcohol, een likeurtje voor bij de koffie) en Lemond (20% alcohol, op basis van citrusvruchten).
De variant Limet (30% alcohol, met limoensmaak) wordt niet meer gemaakt.

## Beton
Beton is een mix-drank van Becherovka en tonic (BE-TON). Een beetje vergelijkbaar met de Breezer.
Ook zelf te maken met Becherovka, tonic en een beetje vers citroensap. Dit wordt vooral in de zomer gedronken.